# De tre Gratier
De tre Gratier er en amerikansk stumfilm fra 1917 af Joseph Kaufman.

## Medvirkende
- Marguerite Clark som Lord Tommy
- Elsie Lawson som Willie
- Helen Greene som Noel
- William Hinckley som Lord Litterly
- Helen Robinson